# Geosesarma
Geosesarma(лат.) — рід тропічних дрібних прісноводних або наземних крабів, зазвичай менше 10 мм в поперечнику панцира. Вони живуть та розмножуються на суші з личинковими стадіями всередині яйця. Їх ареал простягається з Індії через Південно-Східну Азію, на Соломонові острови та Гаваї.
У торгівлі свійськими тваринами їх іноді називають «крабами-вампірами». Це не має нічого спільного з їх раціоном, а швидше пов'язано з яскраво-жовтими контрастними очима деяких видів Geosesarma.

## Види
Geosesarma включає такі види :
- Geosesarma aedituens Naruse & Jaafar, 2009
- Geosesarma albomita Yeo & Ng, 1999
- Geosesarma amphinome (De Man, 1899)
- Geosesarma angustifrons (A. Milne-Edwards, 1869)
- Geosesarma araneum (Nobili, 1899)
- Geosesarma aurantium Ng, 1995
- Geosesarma bau Ng & Jongkar, 2004
- Geosesarma bicolor Ng & Davie, 1995
- Geosesarma bintan TM Leong, 2014
- Geosesarma cataracta Ng, 1986
- Geosesarma celebense (Schenkel, 1902)
- Geosesarma clavicrure (Schenkel, 1902)
- Geosesarma confertum (Ortmann, 1894)
- Geosesarma danumense Ng, 2003
- Geosesarma Dennerle Ng, Schubart & Lukhaup, 2015
- Geosesarma foxi (Kemp, 1918)
- Geosesarma gordonae (Serène, 1968)
- Geosesarma gracillimum (De Man, 1902)
- Geosesarma hagen Ng, Schubart & Lukhaup, 2015
- Geosesarma hednon Ng, Liu & Schubart, 2003
- Geosesarma ianthina Pretzmann, 1985
- Geosesarma insulare Ng, 1986
- Geosesarma johnsoni (Serène, 1968)
- Geosesarma katibas Ng, 1995
- Geosesarma krathing Ng & Naiyanetr, 1992
- Geosesarma larsi Ng & Grinang, 2018
- Geosesarma lawrencei Manuel-Santos & Yeo, 2007
- Geosesarma leprosum (Schenkel, 1902)
- Geosesarma maculatum (De Man, 1892)
- Geosesarma malayanum Ng & Lim, 1986
- Geosesarma nannophyes (De Man, 1885)
- Geosesarma nemesis Ng, 1986
- Geosesarma noduliferum (De Man, 1892) типовий
- Geosesarma notophorum Ng & CGS Tan, 1995
- Geosesarma ocypodum (Nobili, 1899)
- Geosesarma penangense (Tweedie, 1940)
- Geosesarma peraccae (Nobili, 1903)
- Geosesarma protos Ng & Takeda, 1992
- Geosesarma rathbunae (Serène, 1968)
- Geosesarma rouxi (Serène, 1968)
- Geosesarma sabanum Ng, 1992
- Geosesarma sarawakense (Serène, 1968)
- Geosesarma scandens Ng, 1986
- Geosesarma serenei Ng, 1986
- Geosesarma solomonense (Serène, 1968)
- Geosesarma starmuhlneri Pretzmann, 1984
- Geosesarma sumatraense Ng, 1986
- Geosesarma sylvicola (De Man, 1892)
- Geosesarma ternatense (Serène, 1968)
- Geosesarma teschi Ng, 1986
- Geosesarma thelxinoe (De Man, 1908)
- Geosesarma tiomanicum Ng, 1986
- Geosesarma vicentense (Rathbun, 1914)

Станом на березень 2015 року професор Peter Ng з Національного університету Сінгапуру описав 20 видів Geosesarma, і у нього "ще півдюжини або близько того недавно зібраних видів Geosesarma з Південно-Східної Азії в його лабораторії, і ці види все ще потребують назви та опису ".

## Загрози
Geosesarma dennerle і Geosesarma hagen, обоє родом з Яви, знаходяться під загрозою через незаконний надмірний збір для продажу акваріумістам.